# Thích Quảng Đức

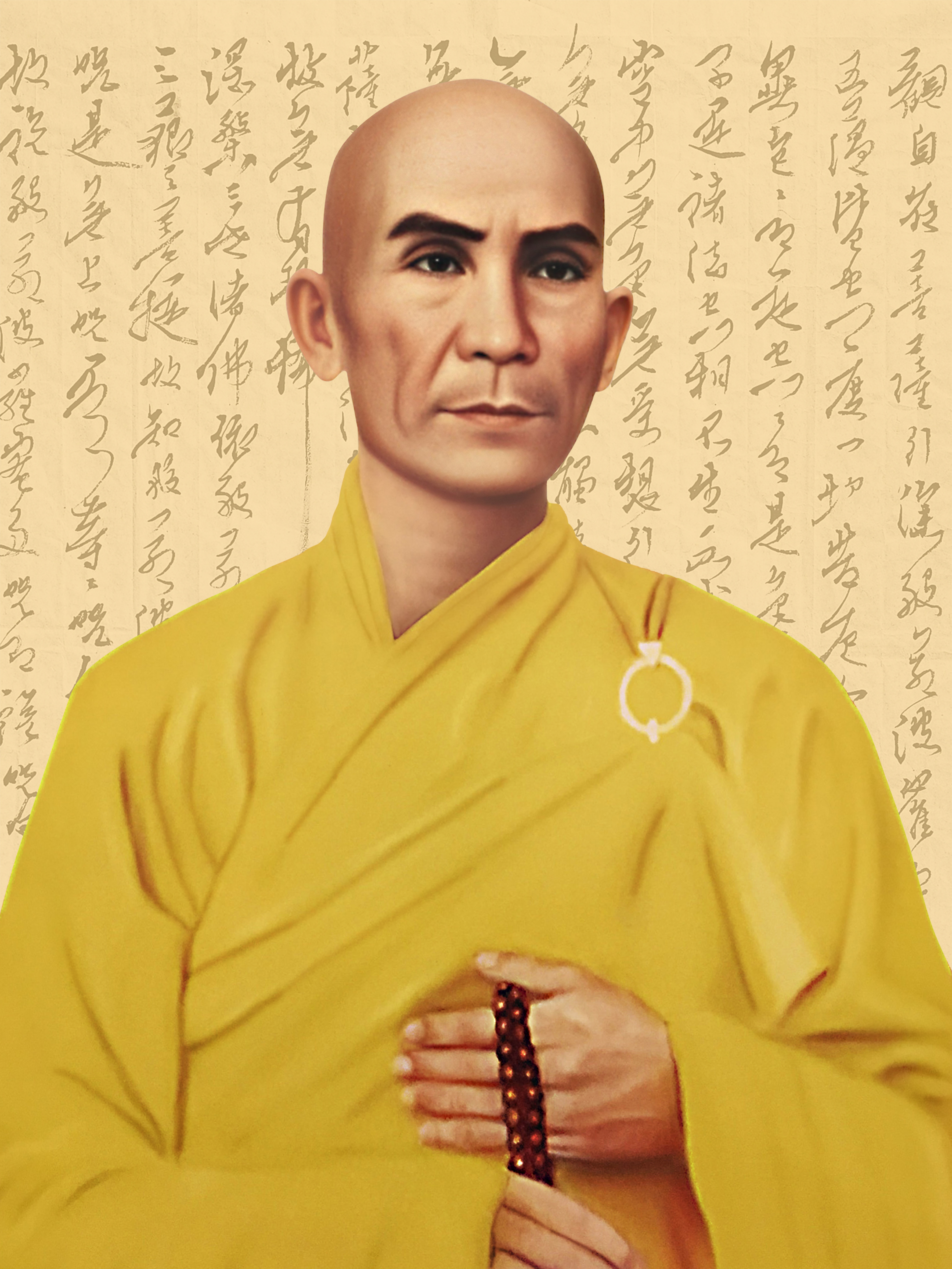
Schildering van Thích Quảng Đức

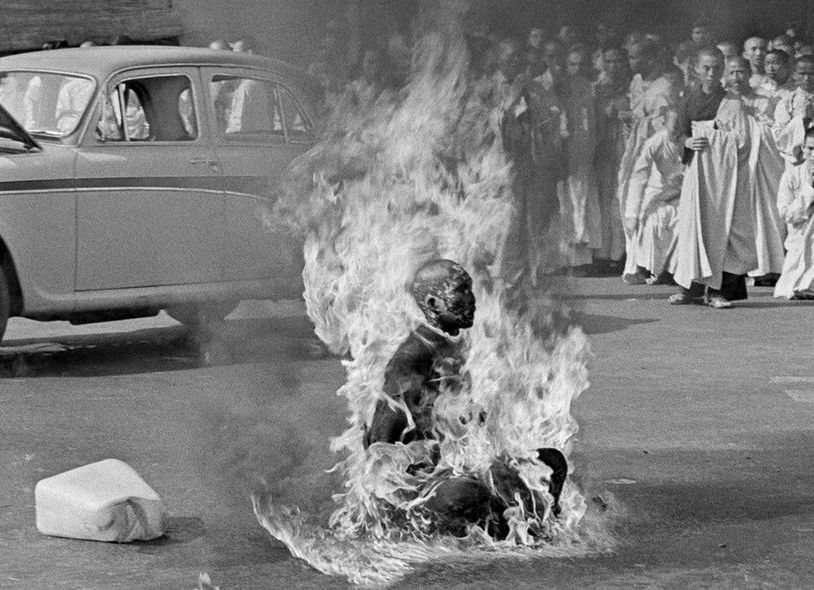
Foto van Malcolm Browne van de zelfverbranding van Thích Quảng Đức in 1963

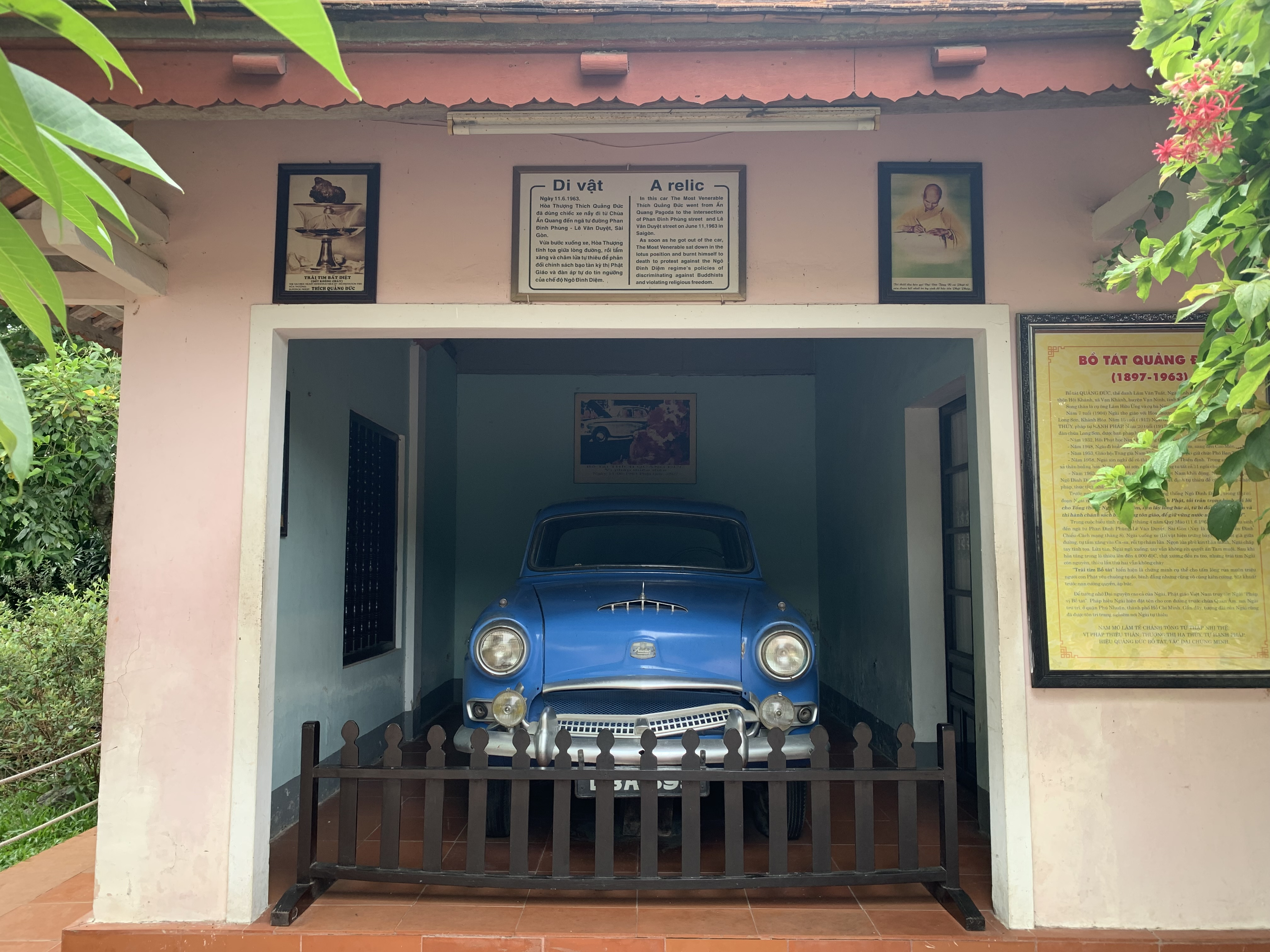
Thích Quảng Đứcs auto in bij de Thien Mu-pagode.

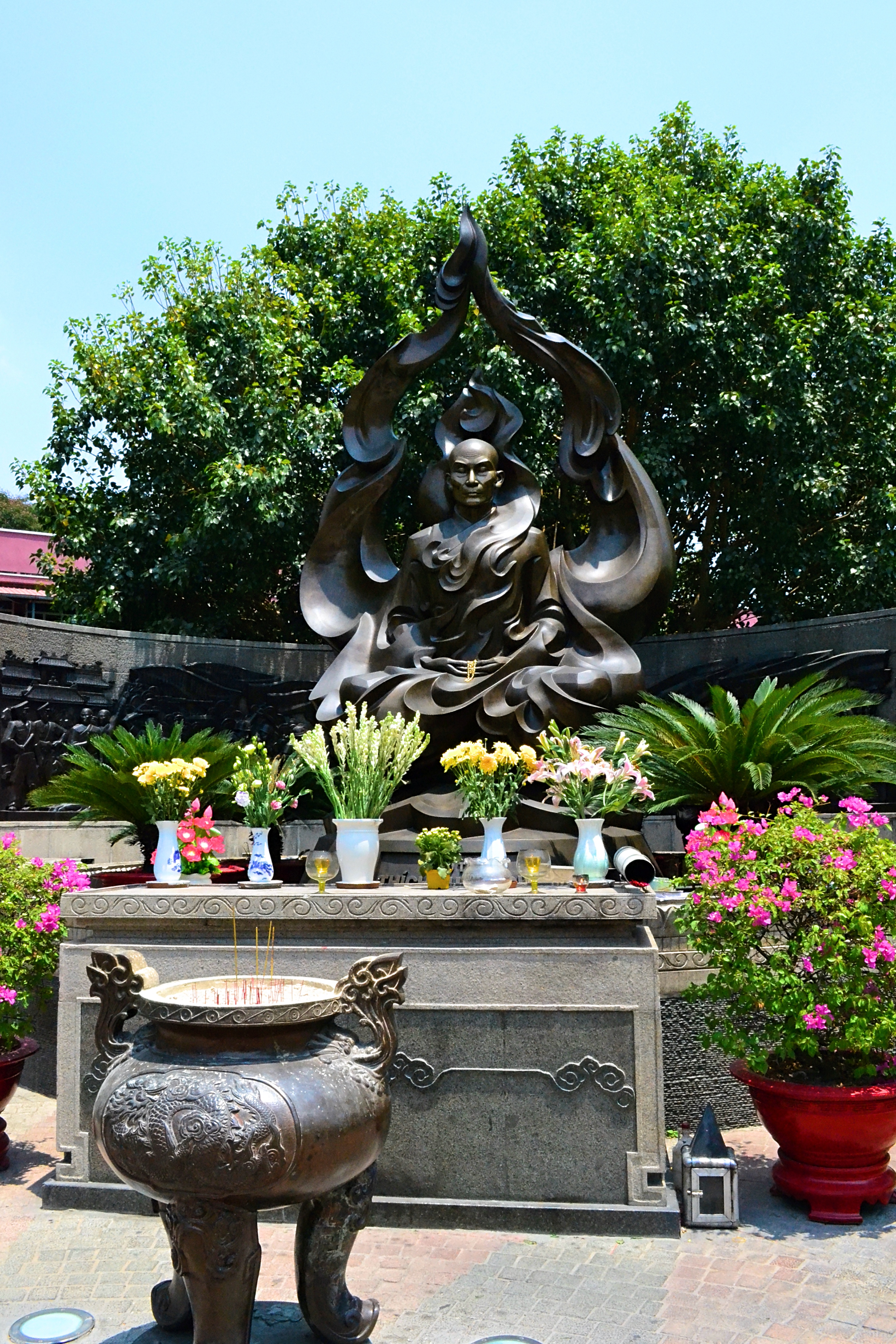
Thích Quảng Đứcs standbeeld

Hòa thượng Thích Quảng Đức  (geboren als Lâm Văn Tức, 1897 – 11 juni 1963) was een Vietnamese Mahayanamonnik, die zichzelf op 11 juni 1963 op een drukke weg in Saigon in brand stak om zo te protesteren tegen de discriminatie van boeddhistische monniken door het door de Verenigde Staten gesteunde Zuid-Vietnamese regime van Ngô Đình Diệm. Foto’s van zijn daad gingen de hele wereld over en brachten overal Ngô Đình Diệms bewind onder de aandacht. Tevens werd in de westerse wereld het gebruik van zelfverbranding als protest algemeen bekend.
Journalist Malcolm Browne won een Pulitzer Prize voor zijn foto van de brandende Thích Quảng Đức. Ook David Halberstam won de prijs voor zijn reportage over het gebeuren. Na de dood van Thích Quảng Đức werd zijn lichaam verder verbrand, maar zijn hart zou  intact zijn gebleven. Dit werd door andere monniken gezien als een teken van compassie. Vanaf dat moment werd naar hem verwezen als een Bodhisattva, een Verlichte. Op 15 juni zou hij worden begraven, maar dit werd uitgesteld naar 19 juni. 4000 mensen woonden de begrafenis bij. Zijn hart werd in een glazen kelk opgeslagen in de Xa Loi-pagode.
Thích Quảng Đứcs daad zorgde dat de internationale druk op Ngô Đình Diệm toenam, waardoor hij werd gedwongen zijn plannen om het boeddhisme in Zuid-Vietnam te onderdrukken op te geven. Hij beloofde verbeteringen, maar voerde deze nauwelijks door. Daarom volgden meerdere monniken Thích Quảng Đứcs voorbeeld. Madame Nhu, schoonzuster van president Diem die optrad als first lady van Zuid-Vietnam, sprak in Washington tegenover de pers over "monniken aan het spit".